# Dilley (Teksas)
Dilley je grad u američkoj saveznoj državi Teksas. Prema popisu stanovništva iz 2010. u njemu je živjelo 3.894 stanovnika.